# Паљије (Торино)
Паљије је насеље у Италији у округу Торино, региону Пијемонт.
Према процени из 2011. у насељу је живело 53 становника. Насеље се налази на надморској висини од 296 м.